# Dieudonné Ntep
Dieudonné Ntep (* 28. Dezember 1959; † 10. Mai 2021 in Mbankomo) war ein kamerunischer Radrennfahrer.

## Biografie
Dieudonné Ntep nahm an den Olympischen Sommerspielen 1984 in Los Angeles teil. Im Mannschaftszeitfahren belegte er mit dem kamerunischen Team den 23. Platz. Das Straßenrennen konnte er nicht beenden.
Nach seiner aktiven Karriere wurde er Nationaltrainer Kameruns und war in dieser Funktion fast 10 Jahre tätig. Am 10. Mai 2021 reiste Ntep mit drei weiteren Personen in einem Bus des kamerunischen Radsportverbandes Fédération Camerounaise de Cyclisme von Yaoundé nach Douala. Auf dem Weg kam es bei Mbankomo zu einem Unfall, bei dem Ntep tödlich verunglückte.